# Sette note in nero
Sette note in nero è un film del 1977, diretto da Lucio Fulci.

## Trama

L'interno del tribunale

Virginia è una donna che ha sempre mostrato delle doti di chiaroveggenza fin da piccola quando ebbe la visione del suicidio della madre a Dover, mentre lei era in un collegio a Firenze. Diventata adulta, la donna ha sposato Francesco Ducci, uomo d'affari toscano.
Un giorno, dopo aver accompagnato il marito in aeroporto, Virginia, mentre torna a casa in macchina, ha un'altra visione in cui vede una donna anziana uccisa e murata da un uomo zoppo. Subito dopo racconta l'episodio al suo amico e psicologo Luca Fattori, esperto in parapsicologia, che però non dà molto peso alla visione dell'amica.
Virginia inizia a dedicarsi alla ristrutturazione di una villa fuori Siena di proprietà della famiglia di Francesco. Entrata nell'edificio viene accompagnata dal custode, trova la stanza vista da lei nella visione e in cui sembra essersi svolto il delitto. Presa dalla curiosità inizia a scavare con un piccone nel punto dove dovrebbe esserci la nicchia in cui è stata murata la donna e trova uno scheletro. La polizia viene avvertita e scopre che il cadavere appartiene a una certa Agnese Bignardi, una ragazza scomparsa dal 1972. La donna è stata anche amante di Francesco, che diventa quindi il primo sospettato dell'omicidio. Virginia intanto inizia delle indagini per conto suo.
Nel frattempo Virginia trova sulla segreteria la telefonata di una donna che afferma di avere una prova decisiva sull'innocenza di Francesco, ma questa non lascia un indirizzo dove poterla rintracciare.
Nella visione era presente anche un taxi giallo; Virginia riesce a rintracciare un tassista che riconosce Agnese e che afferma di averla accompagnata insieme a un uomo con la barba zoppo vicino alla pinacoteca. Virginia decide di recarsi in pinacoteca, poiché, sempre nella visione, era presente anche un quadro su cui era scritto qualcosa. Infatti nel museo trova la foto di un quadro di Vermeer, Lettera d'amore, rubato nel marzo 1972. Facendo alcune ricerche in biblioteca, Virginia recupera un giornale in cui si parla del furto; nell'articolo c'è anche una foto di un uomo con la barba, Emilio Rospini, il direttore della pinacoteca. Sospettando che possa essere l'uomo identificato dal tassista, Virginia entra in casa di Rospini e qui incontra la moglie, che le racconta di come suo marito rimase zoppo dalla gamba sinistra per qualche mese. A quel punto rientra in casa proprio Rospini che si è tagliato la barba, rassomigliando in tutto all'uomo della visione di Virginia. La donna ne approfitta per chiedergli dei suoi rapporti con Agnese, ma Rospini rifiuta di rispondere.
Virginia trova in un'edicola la rivista apparsa nella sua visione su cui è raffigurata Agnese; Luca crede che la foto sia stata riciclata dal giornale da un servizio più vecchio, e Virginia si accorge che sul lato spunta il muso di un cavallo. Andando in un maneggio, Virginia e Luca parlano con uno stalliere che ricorda di aver trovato la foto nell'archivio e averla venduta al giornale. Sebbene non riconosca la ragazza, l'uomo riconosce invece i cavalli presenti nella foto, di cui uno appartiene proprio a Rospini.
Francesco viene rilasciato e i sospetti ricadono quindi su Rospini, sospettato del furto del quadro di Vermeer, per cui era ricattato da Agnese. Nel frattempo Virginia riceve un'altra telefonata dalla donna misteriosa, tal signora Casazza, che questa volta fa in tempo a lasciarle l'indirizzo: via del Lombrone 6. Mentre Virginia sta per uscire, Gloria, la sorella di Francesco, le regala un orologio con una sveglia a carillon molto particolare che la donna ricorda di aver sentito anche nella sua visione. Dopodiché Virginia si reca da Luca, che le fa notare come la rivista su cui è la foto di Agnese sia al suo primo anno di pubblicazione, e quindi è impossibile che fosse presente nella stanza durante l'omicidio della ragazza; questo vuol dire che Virginia non ha avuto la visione di qualcosa accaduto nel passato, bensì una premonizione di avvenimenti che ancora devono avverarsi.
Virginia va in via del Lombrone, una strada vicino alla villa in cui è stato trovato il cadavere di Agnese, e trova la misteriosa donna morta, proprio come nella visione, e a un certo punto compare Rospini. Prima di fuggire dall'uomo, Virginia recupera una lettera, anch'essa presente nella visione, e una volta uscita da casa, si dirige in una vicina chiesa, rimasta aperta in seguito ad alcuni lavori di ristrutturazione. Durante la fuga, Virginia si arrampica su un'impalcatura e Rospini, cercando di raggiungerla, mette un piede in fallo e cade a terra. Spaventata la ragazza fugge dalla chiesa e torna nella vicina villa dei Ducci; da qui chiama a casa e trova proprio Francesco, appena rilasciato, a cui chiede di venirla a prendere.
Nel frattempo Luca riceve una chiamata dallo stalliere che si è ricordato di un particolare molto importante: la cavalla di Rospini che compare nella foto è stata abbattuta nel 1972 e quindi la stessa foto risale a quell'anno e fa riferimento al IX concorso ippico e non al decimo, con il cavallo che copre parte del numero romano dello striscione, traendo così in inganno.
All'ospedale Rospini confessa alla polizia di aver progettato il furto del quadro di Vermeer insieme a Francesco e Agnese. Rospini e la Casazza credono che Agnese sia fuggita con la refurtiva, ma dopo il ritrovamento dello scheletro nella villa, capiscono l'inganno di Francesco. Arrivato a casa della Casazza, Rospini l'aveva trovata già morta e accanto a lui Francesco, che spaventato dall'uomo, si era lanciato dalla finestra, infortunandosi alla caviglia sinistra. Quando poi arriva Virginia, Rospini la insegue solo per recuperare la lettera.
Intanto Francesco arriva alla villa e Virginia vede che zoppica; l'uomo trova anche la lettera, e credendo che l'abbia letta, prima la stordisce e poi la mura ancora agonizzante. Solo in quel momento Virginia realizza che aveva avuto la premonizione della sua morte. Nel frattempo Luca, dopo la chiamata dello stalliere, ha capito la verità dei fatti e si lancia in macchina a tutta velocità alla villa dei Ducci. Fermato dalla stradale, offende un agente per farsi inseguire fino all'edificio, dove trovano Francesco. L'uomo li invita ad entrare mostrando la stanza dove è stata ritrovata Agnese, ma in cui ha cambiato la disposizione dei mobili, nascondendo così la nicchia in cui è murata Virginia. Nonostante i sospetti di Luca, Francesco non si tradisce, e il gruppetto è pronto a lasciare la casa, ma ecco che suona il carillon dell'orologio di Virginia, smascherando così il crimine del marito.

## Produzione
Il titolo fa riferimento alle note del carillon dell'orologio che viene regalato alla protagonista.
È l'ultimo film dove recita il caratterista napoletano Ugo D'Alessio, che morirà due anni dopo.

### Sceneggiatura
L'idea iniziale del film era un riadattamento del romanzo Terapia mortale di Vieri Razzini, ma il regista, in collaborazione con Roberto Gianviti, non trovando sbocchi sulla sceneggiatura, decise di modificarla con l'aiuto di Dardano Sacchetti. La nuova sceneggiatura seguì la scia di Profondo rosso di Dario Argento, con chiaro riferimento al paranormale, al cadavere murato e al ritornello musicale. Oltre al romanzo, modificato, di Razzini, il film prende spunto dal racconto Il gatto nero di Edgar Allan Poe, dove una donna viene murata viva.

### Riprese
Il film è stato girato in gran parte a Siena e dintorni: Sovicille, palazzo Salimbeni, palazzo Chigi-Saracini, piazza del Campo e varie vie del centro; altre riprese nell'aeroporto di Arezzo, a Firenze, Roma e Dover (Kent) nel Regno Unito.

## Distribuzione
Il film è uscito nelle sale italiane il 10 agosto 1977, negli Stati Uniti (Seven Notes in Black, anche come Murder to the Tune of the Seven Black Notes) nel marzo del 1979 e in Francia (L'emmurée vivante) il 4 marzo 1981.
Sette note in nero ha incassato complessivamente 594.648.345 lire a livello nazionale.

## Accoglienza

### Critica
In questo misurato giallo dalla struttura classica il regista dosa gli effetti splatter tipici dei suoi precedenti thriller, evidenziandone invece gli aspetti onirici e parapsicologici. Un film efficacemente sinistro e disturbante, un prodotto artigianale, ma ancora oggi denso di sana inquietudine.
È considerato il miglior giallo del regista, un film che nonostante una genesi difficoltosa che lo vide completato dopo anni di lavoro e cambi alla sceneggiatura, alla fine fu considerato il simbolo del talento registico di Fulci.
Il sito Mymovies.it gli attribuisce un voto di 2,69 su 5 in base a 12 recensioni tra critica, pubblico e dizionari. L'IMDB attribuisce un voto di 7 su 10.

## Colonna sonora
La colonna sonora è stata composta dal trio Frizzi, Bixio e Tempera. La colonna sonora completa è stata pubblicata solamente nel 2006 da Digitmovies in formato CD. Nel 1977 era invece stato pubblicato un singolo, in formato 7", dalla Cinevox. L'album contiene, tra le tante tracce, il tema principale 7 note e la canzone dei titoli di testa With You, cantata da Linda Lee (Rossana Barbieri), già componente del gruppo Daniel Sentacruz Ensemble.

### Tracce
Album
Singolo
1. 7 note (Fabio Frizzi, Franco Bixio, Vince Tempera)
2. Tracce sul muro (Fabio Frizzi, Franco Bixio, Vince Tempera)

## Remake
Il regista indiano Partho Ghosh ha girato un remake B-movie del film intitolato 100 Days, uscito nel 1991.

## Citazioni e omaggi
- Quentin Tarantino ha omaggiato il film nel suo Kill Bill Vol. 1, utilizzando il tema principale della colonna sonora, nella scena del risveglio della sposa, interpretata da Uma Thurman.[3]
- Nella quindicesima puntata della diciannovesima stagione de I Griffin, è stato usato il tema principale di Sette note in nero per esprimere lo stato di rabbia di Lois Griffin.[8]